# 空軍第六混合聯隊
空軍第六混合聯隊簡稱第六聯隊，最初由空軍第十大隊和第二十大隊組成。目前駐守屏東基地，負責空降、空投、空運及反潛等任務。

## 歷史
- 1954年（民國43年）2月1日空軍第六作戰聯隊於台中水湳機場成立，下轄空軍第廿空運大隊及其機勤大隊、修補大隊，主要負責空降、空投與空運任務。[2]
- 1958年（民國47年）11月1日增設C-119運輸機暫編獨立中隊，開始換裝C-119G運輸機共16架。[3]
- 1959年（民國48年）11月16日空軍第六作戰聯隊從水湳機場移駐屏東基地，原本就在屏東駐防的第十空運大隊，同時改隸本聯隊。原C-119G運輸機獨立中隊更改番號為第二中隊，並隸屬第廿空運大隊。
- 1960年（民國49年）6月部隊番號更改為「空軍第六混合聯隊」。同年9月起至翌年1月，執行「和風計劃」，投送1,271名空降特戰兵力進入滇緬邊境，支援滇緬游擊隊。
- 1961年（民國50年）3月17日～4月13日執行「國雷演習」大規模撤軍行動，出動C-46D運輸機及C-119G運輸機自泰國清邁空運滇緬游擊隊共4,297名、眷屬共859名、物資達39,413公斤撤退返回台灣屏東基地，任務總計實施358架次、飛行時間近2,200小時，過程幾近完美，無任何意外事故發生。
- 1962年（民國51年）購入美國泛美航空道格拉斯DC-6B客機一架(編號18351)，軍用型號為C-118運輸機(編號3536)，做為第二代「中美號」總統座機，取代第一代中美號C-54運輸機的任務。
- 1964年（民國53年）東沙機場竣工，本聯隊增設「東沙基地勤務分隊」，並開設C-119G屏東到東沙島的空運航線。
- 1965年（民國54年）7月11日成立「訓練組」，代訓空軍官校空運組飛行學生。同年10月1日成立「空軍反潛機中隊」，駐地為屏東基地北機場，操作S-2A反潛機。[4]
- 1966年（民國55年）6月1日，原本聯隊所屬「空軍松山基地大隊」升格為空軍松山基地指揮部，下轄總統座機組與專機中隊，並脫離本聯隊。
- 1967年（民國56年）2月2日美國軍援的10架S-2A反潛機運抵高雄港碼頭，由本聯隊負責接收，交由「空軍反潛機中隊」操作。
- 1971年（民國60年）12月16日「第30部訓中隊」成立。同年12月25日參考美軍越戰經驗，完成首批AC-119空中砲艇機的研改作業。
- 1975年（民國64年）元旦「第30部訓中隊」裁撤，第101中隊改編為「槍砲機中隊」，配備18架AC-119空中砲艇機。並於年底前完成30架BC-119轟炸機投彈裝置的改裝。
- 1976年（民國65年）1月1日聯隊奉令改為「空軍第501混合聯隊」。8月16日聯隊奉令再度更改番號為「空軍第439混合聯隊」。反潛機中隊開始換裝S-2E反潛機[5]。
- 1977年（民國66年）7月21日遭受賽洛瑪颱風侵襲，屏東基地損失慘重，約80架軍機受損，其中C-119G運輸機受災最為嚴重，聯隊暫停執行一切訓練與任務，全力進行基地修護工作。同年12月16日本聯隊番號奉命正式更改為「空軍第439運兵反潛混合聯隊」。
- 1978年（民國67年）8月5日駕駛C-119G運輸機在北台灣實施人工造雨作業，紓解大台北地區的缺水旱象。奉令本聯隊各中隊分配5架BC-119轟炸機，六個中隊共計30架，以加強反制作戰能力。
- 1979年（民國68年）2月1日「反潛機中隊」擴編為「空軍反潛機大隊」，下轄駐紮屏東基地北機場的「第33中隊」、與駐紮新竹基地的「第34中隊」，反潛戰力大幅提升。美國出售18架S-2E反潛機。
- 1980年（民國69年）10月第十空運大隊「槍砲機中隊」改回「第101中隊」，換裝來自「第34中隊」的4架C-123K運輸機。
- 1984年（民國73年）2月1日淘汰首批C-119G運輸機共40架，「第廿空運大隊」及其所屬第6、11中隊全部裁撤，原隸屬第廿大隊的第2中隊改隸「第十空運大隊」。同年6月18日美國宣佈出售C-130H運輸機共12架。同年6月23日，原「漢陽演習」改名「漢光演習」，執行「漢光一號演習」派遣30架C-119G運輸機於澎湖進行首次空降作戰演練，此後成為每年「漢光演習」的例行演練項目。
- 1985年（民國74年）11月1日第101中隊五年前接收的4架C-123K運輸機因維護不易、妥善率不佳而遭到全部淘汰。「太武山專案」啟動，派遣人員赴美受訓，接受C-130H運輸機的換裝訓練。
- 1986年（民國75年）7月1日第101中隊脫離第十空運大隊，改隸聯隊本部，改稱「第101戰術運兵機隊」。第十空運大隊則下轄第102、103、2空運機中隊。同年9月22日第101中隊開始執行「太武山一號計劃」換裝12架C-130H運輸機。
- 1991年（民國80年）7月18日美國再度宣佈出售額外的8架C-130H運輸機。同年10月15日「空軍反潛機大隊」開始換裝S-2T反潛機。
- 1993年（民國82年）3月1日美國宣佈出售4架E-2T預警機。同年8月15日第101中隊接收C-130HE天干電戰機一架，開始執行電子作戰換裝任務。
- 1994年（民國83年）7月最後一架C-47B運輸機除役，總計在中華民國空軍服役時間長達54年。12月1日執行「太武山二號計劃」第102中隊開始換裝C-130H力士型運輸機。第102中隊從1969年4月11日開始接收C-119G運輸機，至1994年11月16日移交為止，保持連續175,612飛行小時無事故紀錄，創下全球軍事飛行部隊最長飛行時數無事故的紀錄。
- 1995年（民國84年）6月1日本聯隊改稱「空軍第439混合聯隊」，成立「空中預警電戰機隊」，第101中隊睽違九年回歸第十空運大隊；第十空運大隊下轄第101、102中隊各操作10架C-130H運輸機、第103中隊繼續操作C-119G運輸機。同年11月1日起換裝4架E-2T預警機與C-130HE天干電戰機成軍。
- 1996年（民國85年）3月8日至3月25日台海危機期間，派遣E-2T預警機、C-130HE天干電戰機]]持續監控飛彈落點與共軍動態。
- 1997年（民國86年）12月19日舉行C-119G運輸機除役典禮，並由C-119G(3158)號機執行最後一次飛行任務。
- 1998年（民國87年）7月1日「空軍金門基地指揮部」改隸本聯隊。
- 1999年（民國88年）3月1日「空軍金門基地指揮部」縮編為「金門基地勤務中隊」。同年7月1日「反潛機大隊」移編海軍，改編成為「海軍航空指揮部」的飛行第一大隊，操作S-2T反潛機；同日「金門基地勤務中隊」再度縮編為「金門基地勤務隊」。同年9月21日發生九二一大地震，奉命派遣C-130H運輸機56架次擔任災區運補，共運送物資150公噸、人員1,739人。另派遣E-2T預警機擔任中繼通信及低空管制，協助直升機山區救災。
- 2000年（民國89年）1月1日「空中預警電戰機隊」擴編為「第廿電戰大隊」，增購2架E-2K預警機。
- 2005年（民國94年）6月30日第103中隊奉令裁撤，第十空運大隊下轄第101、102中隊及空投分隊。
- 2006年（民國95年）4月15日「第廿電戰大隊」換裝增購的2架E-2K預警機，由時任總統陳水扁親自親臨主持成軍典禮。
- 2008年（民國97年）1月21日第十空運大隊的C-130H運輸機首次執行從屏東基地飛往南沙太平島機場任務，全程來回1600多海浬，是國軍從民國35年派兵駐守太平島以來，首次有飛機在太平島降落。同年2月2日時任總統陳水扁搭乘空軍C-130H運輸機抵達南沙太平島，主持太平島機場跑道落成啟用典禮，並致贈「永保太平」碑文，成為中華民國史上首位造訪太平島的總統。
- 2011年（民國100年）11月1日分批送2架E-2T預警機到美國升級成E-2K預警機。
- 2013年（民國102年）3月8日開始換裝P-3C反潛巡邏機，E-2T赴美升級為E-2K預警機完成返台，並舉行E-2K預警機成軍典禮。同年7月2日海軍歸還S-2T反潛機。「反潛機大隊」歸建第439聯隊改編為「空軍反潛作戰大隊」下轄第33、34反潛作戰中隊，換裝12架P-3C反潛巡邏機成軍。
- 2017年（民國106年）12月1日聯隊奉命改回「空軍第六混合聯隊」，S-2T反潛巡邏機全數除役，同時舉辦12架P-3C反潛巡邏機成軍典禮。[6]同年S-2反潛巡邏機全數除役。聯隊番號更改回「空軍第六混合聯隊」。[7]
- 2019年（民國108年）6月29日「反潛作戰大隊」舉行大隊成軍40週年與自海軍歸建編成6週年隊慶活動。

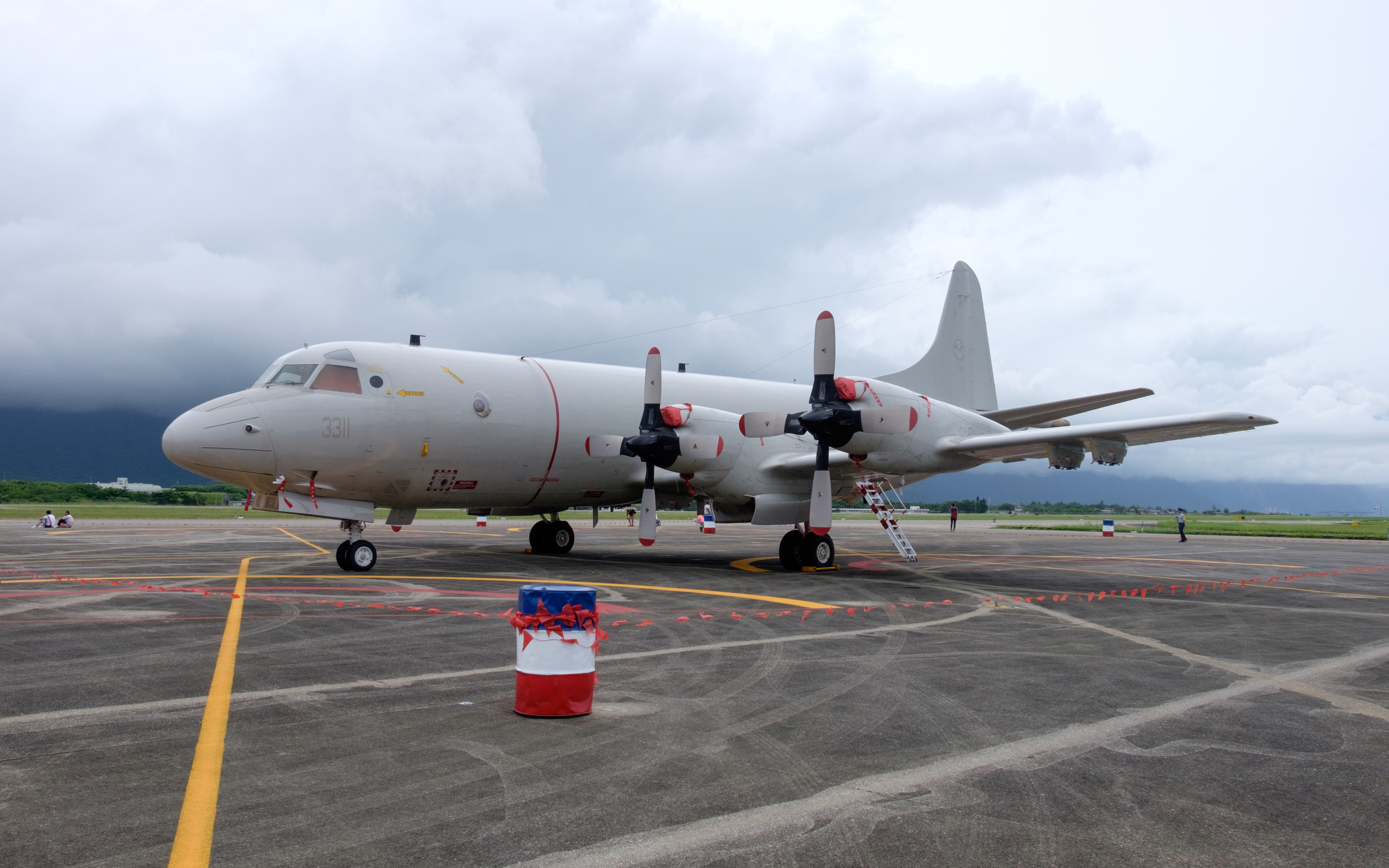
反潛大隊操作的P-3C反潛巡邏機

### 第十大隊
- 1937年（民國26年）11月，因應盧溝橋事件，航空委員會成立空軍特務大隊。[8]
- 1941年（民國30年）空軍特務大隊裁撤，空運任務交由「空軍轟炸總隊航行訓練班」執行。
- 1942年（民國31年）12月航空委員會以航行訓練班為基礎成立「空運隊」。
- 1945年（民國34年）10月1日擴編為「空運大隊」，下轄空運第1、2、3、4中隊，裝備C-47運輸機，駐地分別為重慶九龍坡、白市驛、成都太平寺、南京明故宮機場，大隊長由衣復恩擔任。
- 1946年（民國35年）初，為避免中隊番號混淆，所屬四個中隊分別更改部隊番號為第101、102、103、104中隊。空運大隊亦更銜「空運第一大隊」。
- 1947年（民國36年），空運第一大隊第101、103中隊開始換裝C-46D運輸機。
- 1948年（民國37年）元旦，「空運第一大隊」更改部隊番號為「空軍第十空運大隊」，以避免與第一大隊混淆。
- 1949年（民國38年）8月15日，第102中隊開始換裝C-46D運輸機，除部署松山基地的第104中隊仍裝備C-47B運輸機外，其餘中隊均裝備C-46D運輸機。
- 1950年（民國39年），剿匪戰役大陸西南局勢嚴峻，國軍於3月底主動撤離西昌、4月底主動撤離海南島，第十空運大隊於4月29日撤離海南三亞基地，移防臺灣嘉義基地。同年第十空運大隊增編直升機分隊，初期以C-47B運輸機擔任海上搜救任務，之後陸續換裝H-5直升機、H-13直升機提升陸海空救援能力。
- 1953年（民國42年）1月8日，空軍成立聯隊編制，「第十空運大隊」和「第四戰鬥轟炸大隊」隸屬第四聯隊。
- 1954年（民國43年）7月1日，第十空運大隊改隸第三聯隊；而原隸屬第十空運大隊的救護分隊，擴編為「空軍救護中隊」，並改隸屬於第四聯隊之下，所屬C-46D運輸機隊移防屏東基地。同年8月1日，第十空運大隊移防屏東基地南機場。同年12月，派遣C-46D運輸機支援大陳島軍民作戰。
- 1955年（民國44年）3月1日駐紮松山基地的第104中隊裁撤，更改部隊番號為「專機中隊」，與原先機隊一起改隸空軍松山基地指揮部管轄，以C-47B運輸機擔任國防部及各行政機關的空中運輸任務。
- 1958年（民國47年）8月23日金門八二三砲戰爆發，第十空運大隊進駐台中水湳機場，與第廿空運大隊共同執行空投任務。作戰期間共計執行659次任務、空投1,790公噸軍品物資。
- 1959年（民國48年）8月7日發生八七水災，派遣C-46D運輸機參與救援。同年11月16日第十空運大隊改隸第六聯隊。
- 1961年（民國50年）3月17日～4月13日執行「國雷演習」，出動C-46D運輸機及C-119G運輸機參與行動。
- 1966年(民國55年)4月1日至1970年(民國59年)年4月30日，完成「天鵝一、二及三號」計劃，完成C-119運輸機換裝，C-46運輸機汰除。
- 1969年（民國58年）4月1日美國軍援的36架C-119G運輸機運抵，由第十空運大隊第102中隊、與第廿空運大隊第六中隊負責換裝，並於8月底成軍。同年10月1日美國軍援的36架C-119G再度運抵，由第103中隊、與第廿空運大隊第11中隊負責換裝。
- 1970年（民國59年）4月30日，第103中隊與第11中隊換裝C-119G成軍。同年12月28日派遣C-119G運輸機隊進駐花蓮基地擔任「天駒二號」偵巡任務。
- 1980年(民國69年)10月，一O一中隊自第34中隊接收4架C-123K運輸機。
- 1985年(民國74年)11月，空軍實施「太武山換裝計畫」，人員赴美換訓C-130H運輸機。同年C-123K運輸機除役。
- 1997年（民國86年）12月19日C-119運輸機在屏東基地舉行除役典禮。[9]
- 2008年(民國97年)7月1日第一O三中隊裁撤。
- 2010年（民國99年）1月16日友邦海地發生規模7.2大地震，C-130H運輸機(編號1314)滿載5.3噸醫療及救援物資，執行「慈航」人道救援任務，來回全程37000多公里，直到1月31日返抵臺北松山機場時，回程飛行距離達19,600多公里，創下空軍建軍以來，單次飛行距離最遠、時數最長的空軍紀錄。
- 2015年（民國104年）12月12日時任總統馬英九搭乘空軍C-130H運輸機抵達南沙太平島，致贈「和平南海 國疆永固」碑文，並慰問駐軍、宣示主權。

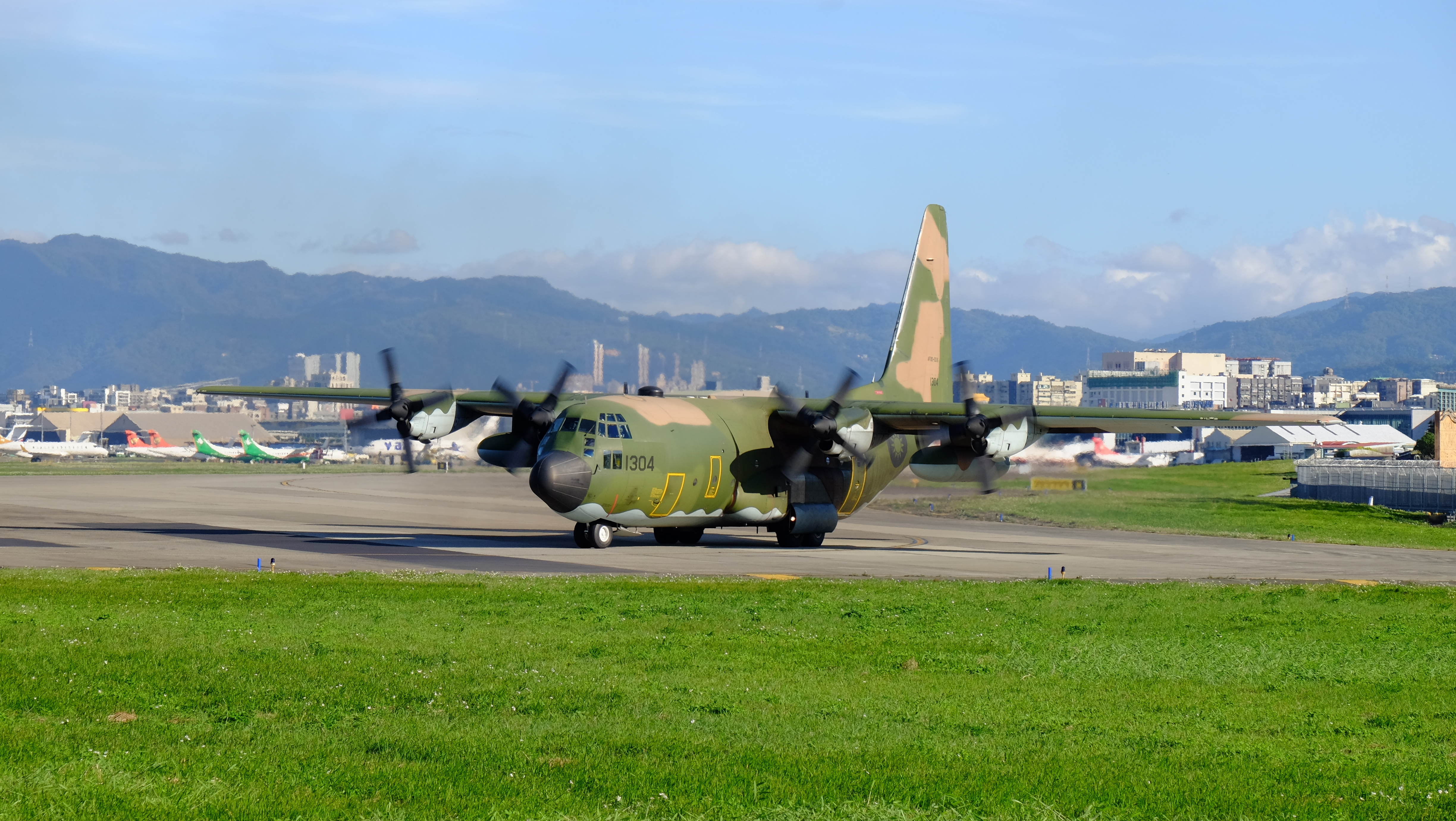
第十大隊操作的C-130H運輸機

### 第廿大隊（原第二大隊）
- 1936年（民國25年），空軍第二轟炸大隊成立，轄下第9、11、14中隊。裝備諾斯羅普-伽瑪2E輕型轟炸機。
- 1938年（民國27年），第二大隊換裝SB轟炸機。
- 1942年（民國31年），第二大隊換裝透過租借法案得到的A-29轟炸機。
- 1943年（民國32年），第二大隊開始接收B-25轟炸機。
- 抗戰勝利後，航委會因戰後復原及補給需求，將第二轟炸大隊派赴美國接收C-46運輸機。
- 1946年（民國35年）5月1日，航空委員會將派赴美國換裝C-46運輸機的第二大隊改番號為「空運第二大隊」，大隊部設於上海江灣，成為下轄2、6、11及30等四個中隊的空運大隊。
- 1948年（民國37年）元旦，「空運第二大隊」 更改部隊番號為「空軍第廿空運大隊」，以避免與戰鬥機大隊混淆。
- 1950年（民國39年），第廿大隊自海南島移防新竹基地。
- 1953年（民國42年）1月8日，第廿空運大隊與第八轟炸大隊於新竹擴編成第二聯隊。
- 1954年（民國43年），第六空運聯隊於水湳機場成立，轄下第廿空運大隊。
- 1961年（民國50年）3月17日～4月13日執行「國雷演習」，出動C-46D運輸機及C-119G運輸機參與行動。
- 1969年（民國58年），第廿空運大隊完成換裝C-119運輸機，汰換C-46運輸機。
- 1984年（民國73年）2月廿大隊裁撤，第2中隊改隸第十大隊。
- 2000年（民國89年）1月1日，第廿大隊復編，接收C-130HE天干電戰機及E-2T預警機。番號變更為「第二十電戰大隊」。
- 2006年（民國95年），第廿大隊再接收2架E-2K預警機。並在2013年將全數機體升級至E-2K等級。[10]
- 2010年（民國99年）6月30日分批送2架E-2T預警機到美國升級成E-2K預警機。
- 2014年（民國103年）9月16日第廿電戰大隊E-2K預警機(編號2506)參加漢光30號演習「民雄戰備跑道」的戰機起降。
- 2019年5月28日第廿電戰大隊E-2K預警機(編號2502)參加漢光35號演習「花壇戰備跑道」的戰機起降。同年12月8日「第廿電戰大隊」舉辦成軍廿年週年隊慶活動。
- 2021年（民國110年）9月15日第廿電戰大隊E-2K預警機(編號2503)參加漢光37號演習「佳冬戰備跑道」的戰機起降。

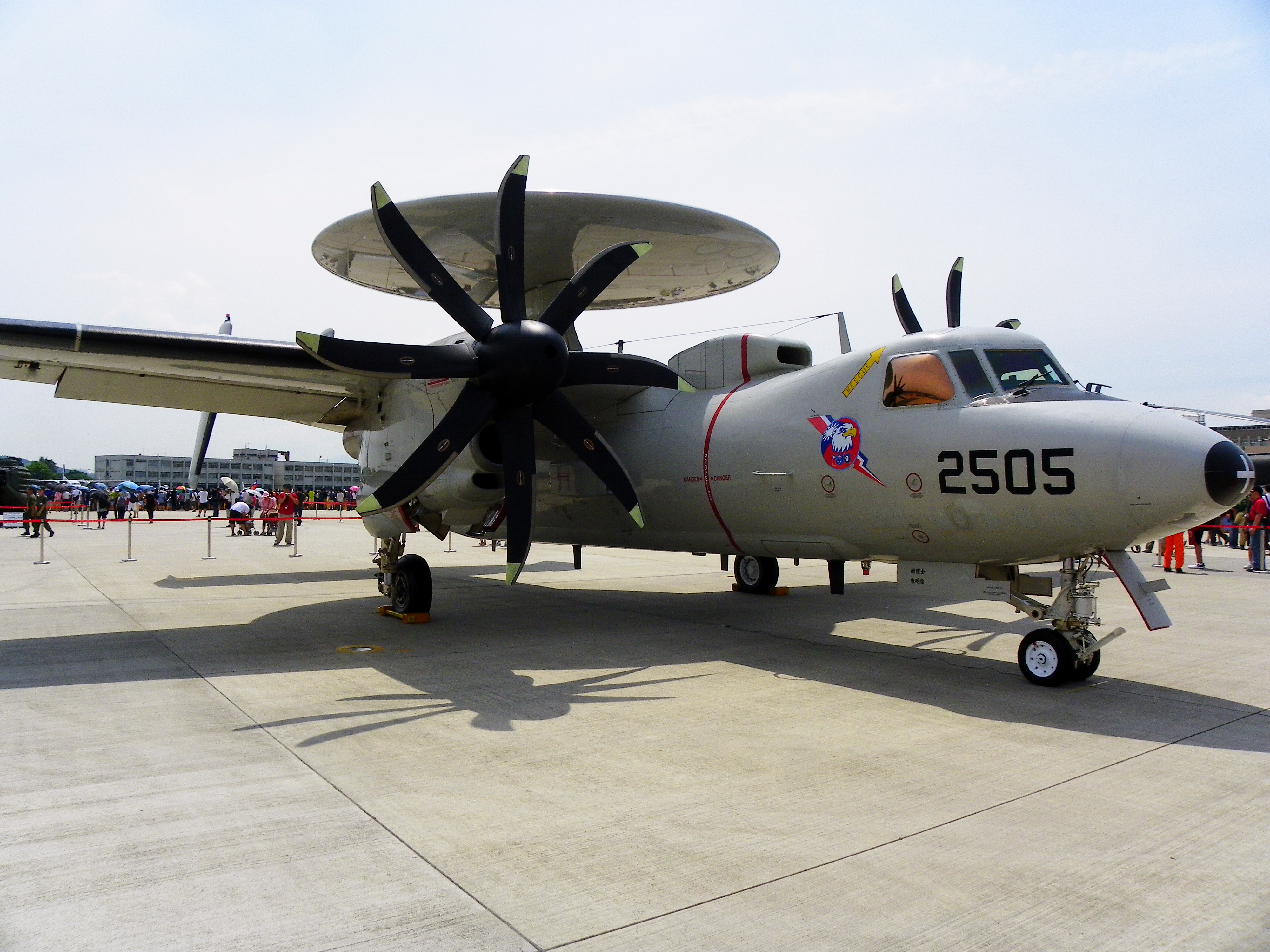
第廿大隊操作的E-2K預警機

## 指揮管轄
- 少將聯隊長、上校副聯隊長
  - 第10空運大隊
【第101空運中隊+第102空運中隊】
    - C-130H運輸機 × 20架 (損失1架)

  - 第20電戰大隊
【第2空中預警機中隊+第6電子反制機中隊】
    - E-2K預警機 × 6架 (損失1架)
    - C-130HE 天干電戰機 × 1架

  - 反潛作戰大隊
【第33反潛作戰中隊+第34反潛作戰中隊】
    - P-3C反潛巡邏機 × 12架

  - 第６基地勤務大隊
  - 第６修護補給大隊
  - 第６憲兵中隊
  - 金門基地勤務隊